# Nitrosace
Nitrosace je chemická reakce, při níž se organická sloučenina přeměňuje na příslušný nitrosoderivát.

## C-nitrosace
C-nitrososloučeniny, jako je například nitrosobenzen, se nejčastěji připravují oxidací příslušných hydroxylaminů:
RNHOH + [O] → RNO + H2O

## S-nitrosace
S-nitrososloučeniny (S-nitrosothioly) se obvykle připravují kondenzací thiolu s kyselinou dusitou:
RSH + HONO → RSNO + H2O

## O-nitrosace
O-nitrososloučeniny jsou podobné S-nitrososloučeninám, ovšem kvůli nižší nukleofilitě kyslíkového atomu jsou méně reaktivní. Dají se připravit například reakcí alkoholu s kyselinou dusitou:
ROH + HONO → RONO + H2O

## N-nitrosaminy
N-nitrosaminy vznikají reakcí dusitanů se sekundárními aminy, například v konzervovaném masu. Reakce začíná nukleofilním atakem nitrosoniového iontu na amin:
NO2− + 2 H+ → NO+ + H2O
R2NH + NO+ → R2N-NO + H+
Nitrosamin může skrz protonaci odštěpit molekulu vody, čímž se vytvoří diazoniový kation, který lze použít jako meziprodukt při přípravě dalších sloučenin.